# Немирич, Юрий Стефанович

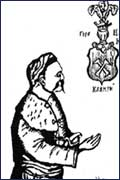
Юрий Немирич и его герб «Клямры».

Юрий Стефанович Немирич (пол. Jerzy Niemirycz, 1612, Овруч— сентябрь 1659, Черниговщина) — подкоморий киевский и староста овруцкий, польский магнат герба Клямри, по происхождению русин, выходец из рода православных шляхтичей Немиричей, а по легенде, предки Немиричей — новгородские бояре — переселились в XV веке из Новгородской республики в Великое княжество Литовское,.
Активный участник военных действий на польской стороне в ходе восстания Хмельницкого, один из идеологов Гадячского договора с Речью Посполитой.

## Биография
Происходил из старинного рода Немиричей герба «Клямры», относившегося наряду с Вишневецкими и Острожскими к числу крупных землевладельцев и магнатов. Старший сын подкомория киевского Стефана Андреевича Немирича (ум. 1630) и Марты Войнаровской (ум. 1632). Младшие братья — староста овруцкий Владислав Немирич и воевода киевский Стефан Немирич.
Первоначально учился в Раковской социнианской академии. В 1630 году Юрий Немирич вместе с группой единоверцев под опекой Анджея Рутковича отправился в Западную Европу. Перейдя в протестантство, учился в нескольких университетах Западной Европы (Лейден, Амстердам, Оксфорд, Кембридж и Париж). Учась в Сорбонне, он защитил и опубликовал диссертацию магистра права, издал на латыни политологический трактат «Разведка о московитской войне» и богословский «Описание и изложение духовного арсенала христиан».
После возвращения на родину в 1634 году Юрий Немирич возглавил протестантскую шляхту Киевского воеводства. Участвовал во главе собственной хоругви в войнах Речи Посполитой против России и Швеции в 1630-х годах.
По данным подымного реестра 1640 года Юрию Немиричу принадлежало 4907 «дымов» в Киевском воеводстве (2-й после князя Иеремии Вишневецкого). Владел 12 городками и 75 селам на Правобережной Украине. В 1643 году он также приобрел значительные земельные владения на левом берегу Днепра. Будучи протестантом-арианином, защищал права своих единоверцев в разных учреждениях. Основатель протестантской академии в Кисилине на Волыни.
В 1648—1654 годах Юрий Немирич в качестве генерального полковника Киевского воеводства воевал в польском войске против восставших запорожских казаков под руководством запорожского гетмана Богдана Хмельницкого. Будучи сторонником трансильванского князя Юрия Ракоци, он в 1655 году перешел на сторону его союзника, короля Швеции Карла X Густава, оккупировавшего большую часть Польши.
Незадолго до смерти гетмана Богдана Хмельницкого, Юрий Немирич в 1657 году перешёл на его сторону и вернулся в православие. Впоследствии стал одним из ближайших соратников Ивана Выговского и одним из основных идеологов сближения с Польшей. Знатность и богатство гарантировали Немиричу блестящую карьеру в гетманской старшине. Сразу (по прибытии в Чигирин) он получил чин полковника. В качестве дипломата он вел переговоры со Швецией, которые закончились Корсунским договором 1657 года, по условиям которого шведский король признал независимость Войска Запорожского.
В своем «Манифесте к властителям Европы» в 1658 году Юрий Немирич выступал за денонсацию Переяславских соглашений с Россией. В 1659 году он возглавлял казацкое посольство гетмана Выговского к польскому королю Яну II Казимиру Вазе, присутствовал при подписании Гадячского договора. Участник Конотопской битвы 1659 года.
После Конотопской битвы Юрий Немирич в начале сентября 1659 года был забит до смерти в столкновении с местным ополчением под селом Свидовец на Черниговщине.

### «Размышления о войне с московитами…»
В написанном в 1632 году небольшом трактате «Discursus de bello Moscovitico…» («Размышления о войне с московитами…») прогнозировал неизбежность войны Речи Посполитой с Россией, поскольку невозможно длительное сосуществование «республиканской» монархии с деспотическим режимом. Именно «абсолютистской системой государственного управления» Немирич объяснял агрессивность России, жители которой «ни к свободе не стремятся, ни неволи не чувствуют и не избегают».
Он советовал своему королю как можно быстрее увеличить финансирование собственных войск, начать обучение воинов по лучшим западным стандартам, наладить собственное производство качественного оружия, модернизировать инфраструктуру и неустанно обустраивать узлы обороны, которые использовали бы естественные препятствия для сдерживания наступления противника. Немирич подчеркивал, что усилия отдельных активных граждан важны, но не могут заменить системной работы всего государства. Отдельные его рекомендации касались привлечения к совместным действиям украинского казачества: как реестрового, так и нереестрового; и налаживания взаимовыгодных отношений с Крымом.

## Семья
В 1635/1636 года Юрий Немирич женился на кальвинистке Эльжбете Изабелле или Барбаре Слупецкой, дочери каштеляна люблинского Ежи Станислава Слупецкого. Супруги имели трёх детей:
- Теодор, сеймовый посол
- Томас, погиб в результате несчастного случая во время учёбы в Кисилине
- Варвара (Барбара), 1-й муж — Иероним Гратус Москожовский, 2-й муж с 1660 года подкоморий киевский Марциан Чаплич-Шпановский[6].

## Труды Юрия Немирича
- Discursus de bello Moscovitico ad illustrum Romanum Hojski Vlodimiriensem Capitaneum, affinem. — Paris, 1634
Український переклад: «Роздуми про війну з московитами, 1634 року» Архивная копия от 3 декабря 2016 на Wayback Machine // «Тисяча років української суспільно-політичної думки. У 9-ти т.», т. 2, кн. 2. — Перша половина XVII ст. — К: Дніпро, 2001. — С. 434—451. — ISBN 966-578-081-6; Юрій Немирич. Роздуми про війну з московитами Архивная копия от 3 декабря 2016 на Wayback Machine / Пер. з лат. мови В. Д. Литвинова, Я. М. Стратій. — К.: Академперіодика, 2014. — 60 с.
- «Гадяцький трактат» // Слюсаренко А. Г., Томенко М. В."Історія української конституції". — К: Знання України, 1993. — c. 19-24. — ISBN 5-7770-0600-0.
- «Опис і виклад духовної зброї християнина, або Паноплія». — Париж, 1653. Барокова поема, видана під псевдонімом Єжи Зміцерина[7].
- Арианские молитвы (на польском)

## В искусстве
- Иван Корсак, роман "«Немиричів Ключ» Архивная копия от 4 марта 2016 на Wayback Machine. — Киев, «Ярославов Вал», 2012.
- Литовченко Тимур и Елена, роман «Роковая ошибка» — Харьков, «Фолио», 2015.
- «Пламя гнева» — советский фильм 1956 года (в роли Немирича Валентин Дуклер).

## Память
- В посёлке Черняхов есть улица имени Юрия Немирича[8]
- В городе Овруч также есть улица Юрия Немирича[9].